# Piwowarstwo

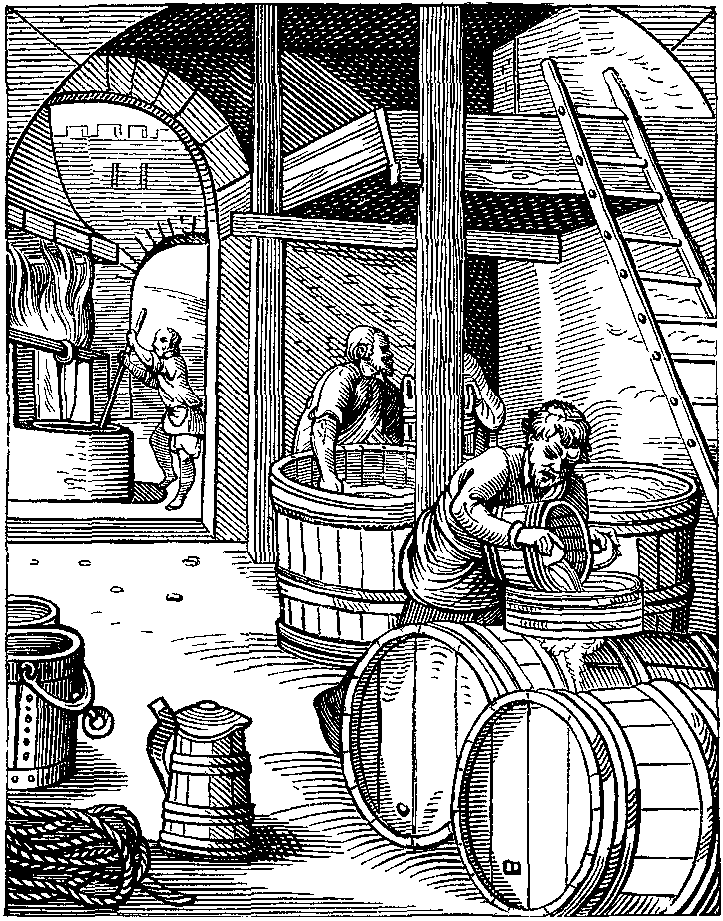
XVI-wieczny browar

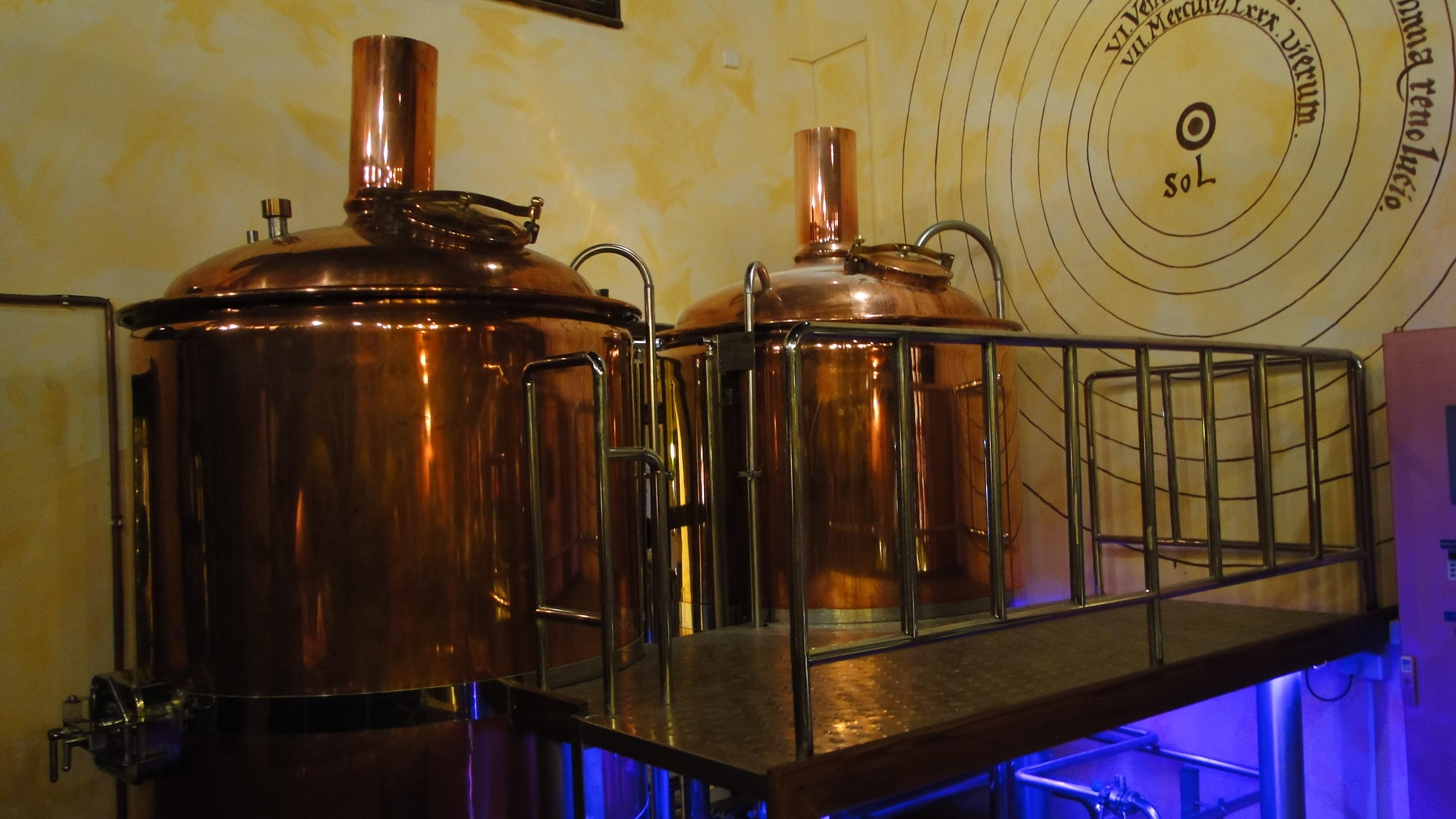
Współczesne kotły warzelniane

Piwowarstwo albo browarnictwo – sztuka warzenia piwa (w tym piwowarstwo domowe) oraz produkcja piwa w browarach na skalę przemysłową (zob. przemysł piwowarski).
Stwarza zapotrzebowanie na produkty rolne: jęczmień browarny oraz chmiel.
Produktami ubocznymi są: młóto, chmieliny, osady brzeczkowe, używane na paszę.